# میتسوبیشی اسپیس استار
میتسوبیشی اسپیس استار (Mitsubishi Space Star) خودرویی است که در سال‌های ۱۹۹۸ تا ۲۰۰۵تولید شده‌است.
این خودرو در کلاس مینی ام‌پی‌وی قرار گرفته، است.